# Bureau central des statistiques israélien
Le bureau central des statistiques israélien est le service officiel des statistiques en Israël, créé en 1949. Son siège est situé dans le quartier de Givat Shaul à Jérusalem.

## Missions
Le bureau central des statistiques est chargé de la collecte, du traitement et de la diffusion des statistiques socio-économiques dans le pays.